# 波兰青年联盟童军组织

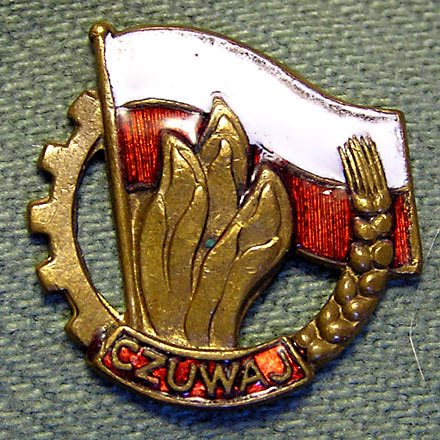
波兰青年联盟童军组织标志

波兰青年联盟童军组织（波蘭語：Organizacja Harcerska Związku Młodzieży Polskiej，缩写为OH ZMP）是波兰历史上的一个童军组织，存在于1950年—1956年。该组织是在1949年波兰统一工人党当局停止波兰童军总会的活动后建立的。该组织参照苏联的弗拉基米尔·列宁全联盟先锋组织的模式，在波兰青年联盟框架内运作。1956年，该组织改组为人民波兰童军组织。